# Каламарас, Димитрис

Памятник Ангелису Гацосу в городе Аридеа, Пелла.

«Умирающий воин» на станции «Национальная оборона» Афинского метрополитена.

Димитрис Каламарас (греч. Δημήτρης Καλαμαράς; 30 июля 1924, Флорина — 1 июля 1997, Афины) — греческий скульптор 2-й половины XX века.

## Биография
Димитрис Каламарас родился в городе Флорина, регион Западная Македония в 1924 году.
Его родной город в тот период не располагал большим числом скульптур. Сам он впоследствии писал что «его интерес к скульптуре вызвал маленький мраморный ангел на кладбище города». До 1946 года он рисовал и ваял будучи любителем, пока совершенно случайно не узнал о существовании Школы изящных искусств.
Каламарас, без никакой подготовки, отправился в Афины в 1946 году, в самом начале Гражданской войны в Греции.
Сдав с успехом экзамены, прошёл первым по конкурсу живописи и скульптуры. Каламарас учился в Школе изящных искусств живописи в 1947—1948 годах у Димитриоса Бискиниса, Эпаминонда Томопулоса и Умберто Аргироса и скульптуре (1947—1954) у Михалиса Томпроса.
Каламарас окончил школу в 1953 году, получив первую премию скульптуры. К этому времени он успел закончить свою первую работу под открытым небом, мраморный бюст македономаха (борца за Воссоединение Македонии с Грецией) Гоноса Гиотаса, установленного в парке у Белой башни столицы Македонии, города Фессалоники. Последовал памятник герою Освободительной войны Греции, Ангелису Гацосу установленный в городе Аридеа, Пелла, Центральная Македония. Это была первая монументальная работа Каламараса.
Каламарас, получив стипендию, продолжил учёбу в Академиях изящных искусств Флоренции (1954—1957) и Рима (1958—1961), где учился у Перикла Фадзини и Крочетти, Венанцо. В годы своего пребывания в Италии Каламарас был связан дружественными отношениями с такими художниками как Манцу, Джакомо, Марини, Марино, Кирико, Джорджо де, Моранди, Джорджо и Мур, Генри Спенсер.
В 1958 году, вернувшись в Грецию, Каламарас организовал первую мастерскую медного литья в Школе изящных искусств.
В том же году он закончил памятник македономаху Коттасу. Сегодня памятник установлен при въезде в город Флорина. С этой работой Каламарас представлял Грецию в 1961 году на Биеннале Александрии, Египет, где получил Золотую медаль.
Как писал сам Каламарас "в последующие годы вся его художественная работа вращалась вокруг единственной темы: человека и коня, во множестве вариантов, и включала в себя маленькие модели из разных материалов, маленьких всадников, тысячи свободных рисунков и десятки чертежей с замерами. Все эти работы, где каждое скульптурное выражение сохраняет свою самостоятельность как отдельная работа, являлись предысторией памятника Александру Великому.
Эти работы, связанные с памятником Александру, были представлены впоследствии в 1979 году на Биеннале в бразильском Сан-Паулу.
С 1969 по 1985 год Каламарас преподавал на кафедре скульптуры, где инициировал систематические переводы, издание и преподавание теоретических текстов известных скульпторов.
Будучи преподавателем Каламарас инициировал создание глиптотеки при Школе.
Оставаясь поклонником Возрождения, Димитрис Каламарас создал свои первые работы, оставаясь верным видимой реальности. В период 1954—1965 годов в его композициях преобладали экспрессионистские элементы. После 1965 года его работы приобретают геометрические объёмы, которые были результатом исследования и детальных измерений, основанных на его вере в порядок, гармонию, симметрию и всё что основывалось на законах чисел.
Экспрессионистские и геометрические элементы в скульптуре Каламараса, вместе с его левыми политическими убеждениями, послужили причиной для переноса его скульптуры «Умирающий воин» из его родной Флорины. В годы военной диктатуры митрополит Флорины Августин (Кандиотис) попросил военных убрать статую из города как не соответствующую греческим идеалам.
Много позже эта статуя была установлена на станции «Национальная оборона» Афинского метрополитена.
Оставаясь на протяжении всей своей жизни человеком левых убеждений, Каламарас, после падения военной диктатуры в 1974 году, был единогласно избран ректором «Школы изящных искусств», а затем, был заместителем ректора на протяжении 7 лет.
Одновременно Каламарас, на протяжении 10 лет, был членом Центрального Археологического Совета.
Каламарас выставлял свои работы на личных выставках, включая выставку-ретроспективу его работ, организованную в 1995 году Национальной галерей. Кроме этого, он принял участие в множестве групповых выставок, включая Всегреческие и Биеннале Александрии Египет в 1961 году и Биеннале в Сан-Паулу в 1979 году.
Скульптор умер в Афинах в 1997 году.